# Temple de Dwarka
Le temple de Dwarka ou Dwarakadhish est un temple hindouiste vishnouiste situé à Dwarka dans l'état du Gujarat en Inde.
D'après la légende, il aurait été construit en une seule nuit par le petit-fils de Krishna. En réalité la majeure partie du temple aurait été bâtie sous le règne d'Akbar. Quelques parties plus anciennes ont été datées du XVe siècle.
L'entrée du temple fait face au nord. Son corps principal est constitué de cinq étages soutenus par 60 colonnes sculptées.
Chaque année, l'anniversaire de la naissance de Krishna y est célébré avec faste.